# 交流

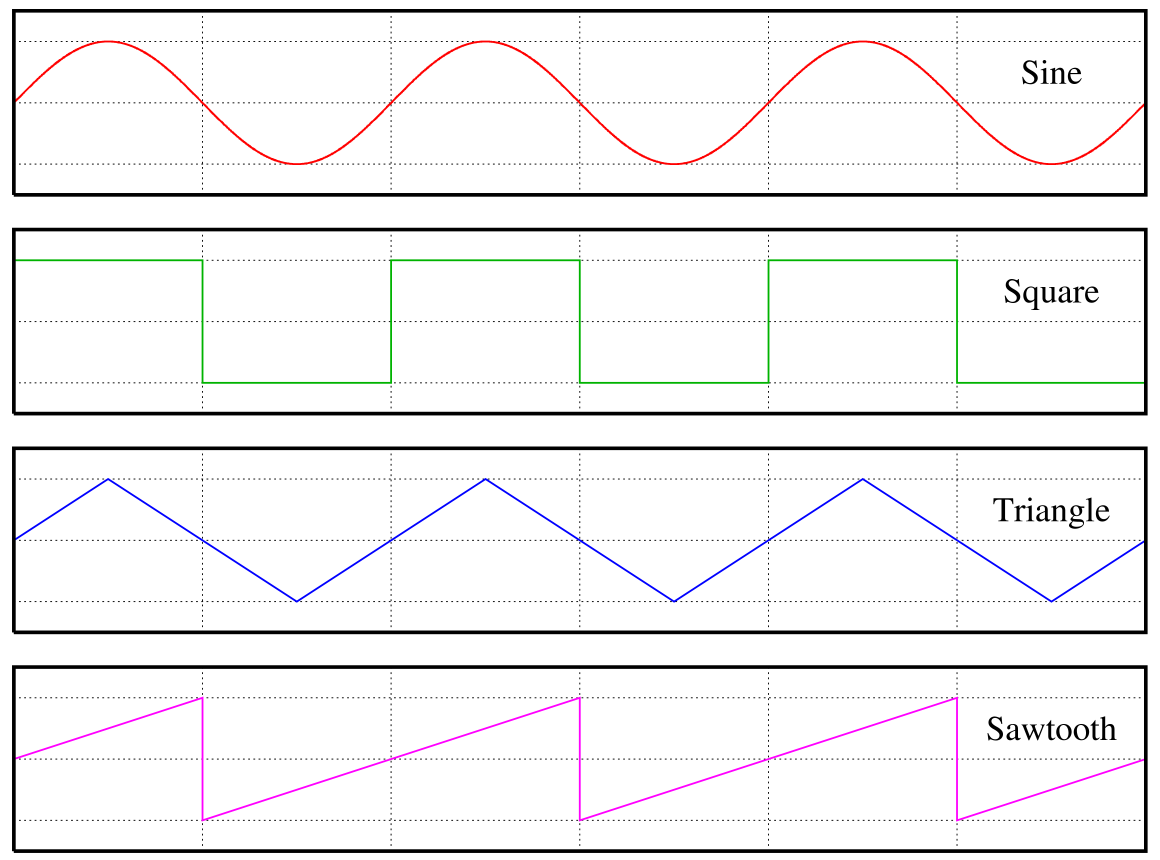
交流の波形の例。上から正弦波、矩形波、三角波、鋸歯状波

電気工学において、交流（こうりゅう、英: alternating current: AC）とは、時間の経過とともに周期的に大きさや向きが変化する電流や電圧である。もともとは「交番電流」の略であったが、電流・電圧の区別をせずに交流と呼ばれる。
交流の代表的な波形は正弦波であり、狭義の交流は正弦波交流（sinusoidal alternating current）を指すが、広義には周期的に大きさと向きが変化するものであれば正弦波に限らない波形のものも含む。正弦波以外の交流は非正弦波交流（non-sinusoidal alternating current）といい、矩形波交流や三角波交流などがある。

## 交流理論
平等磁界中においてコイルを一定速度で回転させると、フレミングの右手の法則により導かれる方向に起電力を生じ、コイルの回転角に応じて円の周回のうち半周においては正の方向に、もう半周においては負の方向に正弦波の波形を持つ交流起電力を生じる。

### 交流の三要素
交流信号は以下に示す3つの要素を持ち、これらを特定することで任意の交流波形を得ることができる。
1. 周波数
  - 周期的なパターンが1秒間に繰り返される回数。量記号はf 、単位はヘルツ (Hz)。なお、周期T（単位s）は周波数の逆数となる。
  - {\displaystyle {\mathit {T}}={\frac {1}{f}}}
2. 最大振幅
  - 瞬時値の絶対値のうち最大のもの。
3. 波形
  - 横軸を時間、縦軸を瞬時値とする直交座標に表したときの形

あらかじめ用意された数種類の波形から1つを選び、周波数と最大振幅を指定して交流信号を発生させることのできる機器をファンクションジェネレータ、任意の波形をプログラミングし、周波数と最大振幅を指定して交流信号を発生させることのできる機器を任意波形発生器 という。
以上の三要素に位相（phase、1周期のうちの位置）を加えて四要素とすることもある。位相のずれを位相差（phase difference）といい、二波の位相角のうち一波が大きくなるときを位相の進み、反対に小さくなるときを位相の遅れ、同じになるときを同相（同位相）という。正弦波または余弦波を除く交流では1周期のうちのどの位置をもって位相を0とする位置（初位相）は定められていない。

### 瞬時値
磁束密度B (T)、コイルの長さl (m)、コイルの速度v (m/s)、コイルの垂直面に対する角度をθとするとき、時間とともに変化するコイルに生じる起電力e は次式のようになる。
{\displaystyle e=2Blv\sin \theta =E_{m}\sin \theta }
この式を瞬時式といい、ある時間における起電力を瞬時値（instantaneous value）という。瞬時値はコイルの回転角の変化に応じて刻々と変化する。また、瞬時値が最高となる値を最大値（maximum value）あるいは波高値（peak value）といいEm で表す。以上を角速度ω (rad/s)、時間t (s) として弧度法で表現すると次のようになる。
{\displaystyle E_{m}\sin \theta =E_{m}\sin \omega t}
さらに負の最大値を最小値といい、最大値と最小値の差をピークピーク値（peak-to-peak value）という。

### 実効値
実効値（effective value）とは、交流における電流・電圧の大きさを、直流における電流・電圧に換算したときに相当する値をいう。正弦波交流電圧の実効値E は次式で表現される。
{\displaystyle E={\frac {1}{\sqrt {2}}}E_{m}}
交流信号の大きさを表すときに最も多く用いられる指標で、例えば日本の一般家庭向け商用電源の電圧は100Vであることはよく知られているが、これは実効値としての値である。
また、正弦波交流電流の実効値は次式となる。
{\displaystyle I={\frac {1}{\sqrt {2}}}I_{m}}

### 平均値
瞬時値の正の範囲を1⁄2周期にわたって積分し、周期で割ったものを平均値（mean value）という。1⁄2周期をとるため半波平均値ともいうが、通常の正弦波交流の場合には1周期の瞬時値の算術平均がゼロであるため、単に「平均値」という場合には半波平均値を指す。
正弦波交流の平均値は次式のようになる。
{\displaystyle E_{av}={\frac {2}{\pi }}E_{m}}（交流電圧の平均値）、{\displaystyle I_{av}={\frac {2}{\pi }}I_{m}}（交流電流の平均値）

### 波高率と波形率
波形の表現に波高率（peak factor）あるいは波形率（form factor）の値が用いられることがあり、それぞれ波高率 = 最大値 / 実効値、波形率 = 実効値 / 平均値となる。

### 交流回路
交流回路においては抵抗のほかにコイルやコンデンサも電流を妨げる働きをするが、それは正弦波交流の場合、抵抗R においては電圧と同相、コイルにおいては自己誘導作用による逆向きの起電力を生じるため電圧は電流よりπ⁄2 (rad) 遅れ位相、コンデンサは電荷を蓄積・放出する性質をもつため電流は電圧よりπ⁄2（rad）遅れ位相に働く。
交流回路における電流を妨げる働きをするインピーダンス（impedance）は、量記号Z 、単位オーム（Ω）で表される。抵抗をR 、コイルの誘導性リアクタンスをXL 、コンデンサの容量性リアクタンスをXC とすると、「インピーダンスの大きさ」は次式のようになる。
{\displaystyle Z={\sqrt {{R^{2}}+(X_{L}-X_{C})^{2}}}}
位相の関係も表現できる「複素インピーダンス」については、インピーダンス の項を参照。

### 交流電力
交流回路（単相交流回路）において、電圧V (V)、電流実効値I (A)、電圧と電流の位相差θ (rad) のとき、電力P （W）につき次式が成り立つ。
{\displaystyle P=VI\cos \theta }
有効電力
上式で電力P は、負荷回路のインピーダンスのうち抵抗成分にかかる電力を意味し、これを有効電力（消費電力）という。有効電力の量記号はP で、単位にはワット (W) を用いる。
皮相電力
上式でVI は単純に交流の瞬時値電流の絶対値と瞬時値電圧の絶対値の積を1周期にわたって積分したものであり、皮相電力と呼ぶ。皮相電力の量記号はS あるいはPs で、単位にはボルトアンペア（記号: V A）を用いる。
力率
上式でcosθは有効電力を皮相電力で割ったもの（あるいは抵抗成分をインピーダンス全体で割ったもの）で力率といい百分率 (%) で表すことも多い。

無効電力
負荷回路のインピーダンスのうちリアクタンス分にかかる電力は無効電力といい、量記号はQ あるいはPq で単位にはバール (var) を用いる。無効電力については次式が成り立つ。
{\displaystyle Q=VI\sin \theta }
・無効率
上式でsinθは無効電力を皮相電力で割ったもので、無効率といい百分率 (%) で表すことも多い。
電流を必要とするが回路では消費されない部分となる。力率が小さいほど無効電力は大きくなり無駄な電流を流していることを意味する。なお、sinθの値を無効率という。
三相交流回路の場合、三相電力P は各相における電力の総和として表される。相電圧Ep、相電流Ip、力率cosθのとき次式が成り立つ。
{\displaystyle P=3E_{p}I_{p}\cos \theta }

### 非正弦波交流
非正弦波交流の分析には、基本波や高調波などの概念が用いられる。
- 基本波 - 交流信号の周波数成分のうち、もっとも周期が長い（周波数が低い）もの。
- 高調波 - 交流信号の周波数成分のうち、基本波を除いたもの。交流信号では高調波のそれぞれの周波数は基本波の周波数の自然数倍になる。純粋な正弦波には含まれない。
- 歪率 - 高調波の電力の総和を基本波の電力で割ったもの。正弦波では歪率はゼロとなる。

## 交流の利用

### 交流発電
交流発電では、一般に正弦波を発生させる。
発電所や船舶あるいは大型航空機 などの発電機は交流発電機を用いる。必要な電力量が多い場合、発電機は通常三相交流発電機を利用する。自動車の電装用オルタネーターは単相である。

### 交流送電
発電所で発電された電力は、送電のために特別高圧に変圧器で変電され交流送電される。交流は変圧が容易であるため、遠方へ簡単に送電できるという特長がある。一方で、直流送電には無効電力がないなど大規模な電力を長距離に送電する場合に利点があり、海底や地中での送電ケーブルでの送電では、整流器やインバータを使用した直流送電が利用される。
交流の配電で用いられる電気方式は三相4線式・三相3線式・単相3線式などがある。
電力会社が供給する交流の商用電源の周波数は国によって違い、60Hzまたは50Hzである。日本では歴史的経緯から同一国内に2種類の周波数が混在しており、概ね本州中央部を境に西が60Hz、東が50Hzを採用する。詳しくは商用電源周波数を参照のこと。

### 交流機器
交流モーターには整流器が通常は不要である。しかし単相交流誘導モーターにはコンデンサー（コンデンサ）が必要である。

## 蓄電
交流は常に極性が変わるため、化学変化を利用して一方向へ電気を送ることで放電や蓄電を行う電池に用いることはできず、交流のまま電気を貯めておくことができない。全ての電池の出力が直流であることはもちろん、二次電池の充電にも交流電源はそのまま使えず、整流が必要となる。
整流せずに交流機器のみで電力の出し入れを行う場合は、揚水発電やフライホイール・バッテリーなど、一旦位置エネルギーや運動エネルギーに置き換える必要がある。